# 眉山东站
眉山东站，位于中华人民共和国四川省眉山市东坡区，是成贵客运专线上的高铁站，于2014年12月20日启用营运，中国铁路成都局集团有限公司管辖。
本站设计为7级抗震，並充分体现节能环保的理念，要求建筑材料必须以环保、轻质为主。以热回收技术，将排风中的能量回收到新风中，对新风进行预冷或预热，节约能耗。

## 車站構造
站房建筑外观以「书香眉骨」立意，字体取自东坡书法，充分体现了东坡文化内涵。本站與长途汽车站、出租车站、公交汽车站四站合一。

## 車站周邊
- 眉山客运中心
- 眉山中学
- 眉山二环西路
- G0512成乐高速

## 歷史
- 2014年12月20日通车启用。[2][3]

## 外部連結
- 中国铁路客户服务中心 （页面存档备份，存于）